# Japanische Nusseibe
Die Japanische Nusseibe (Torreya nucifera) ist eine Pflanzenart aus der Gattung der Nusseiben (Torreya) in der Familie der Eibengewächse (Taxaceae).

## Beschreibung

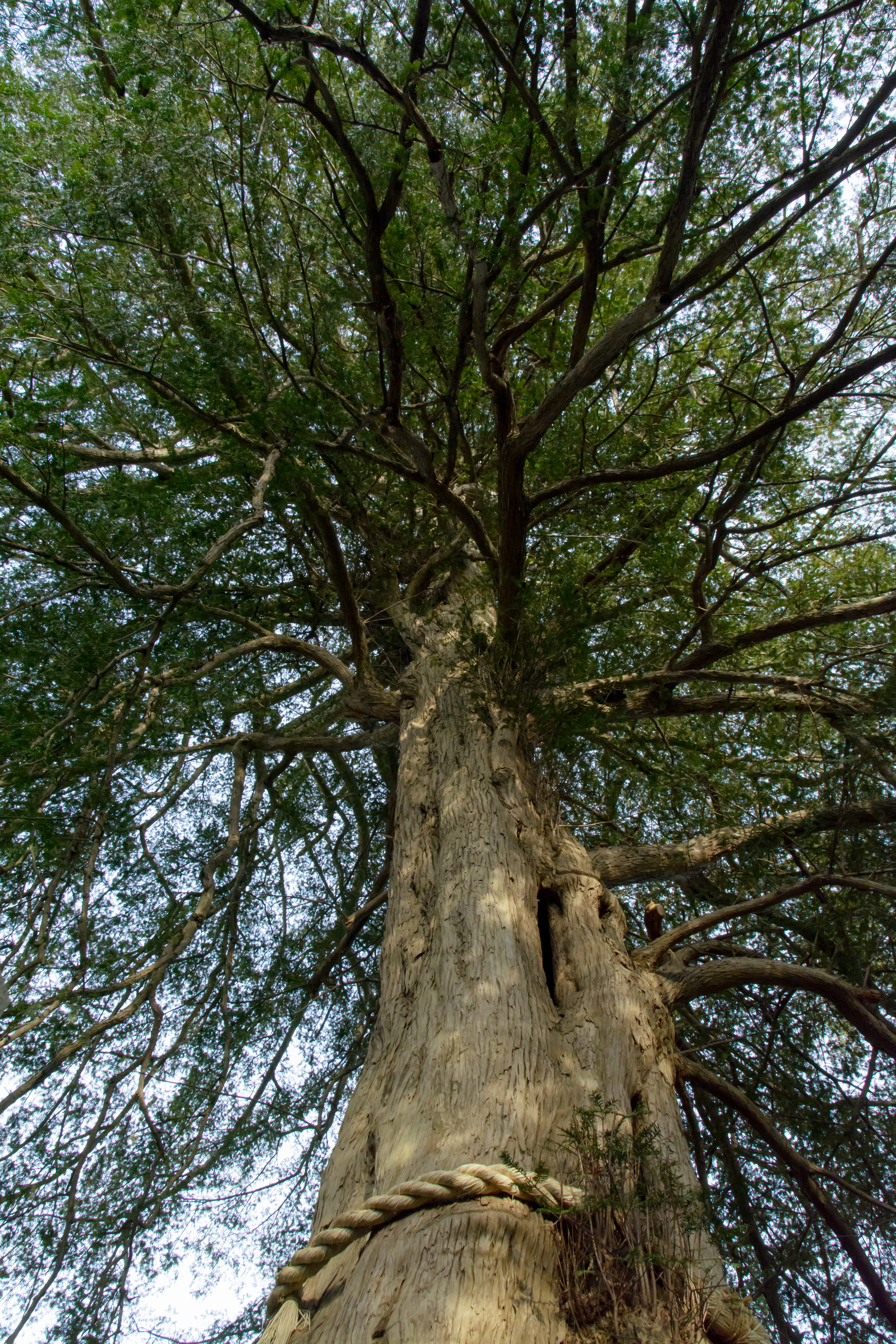
Stamm mit Borke

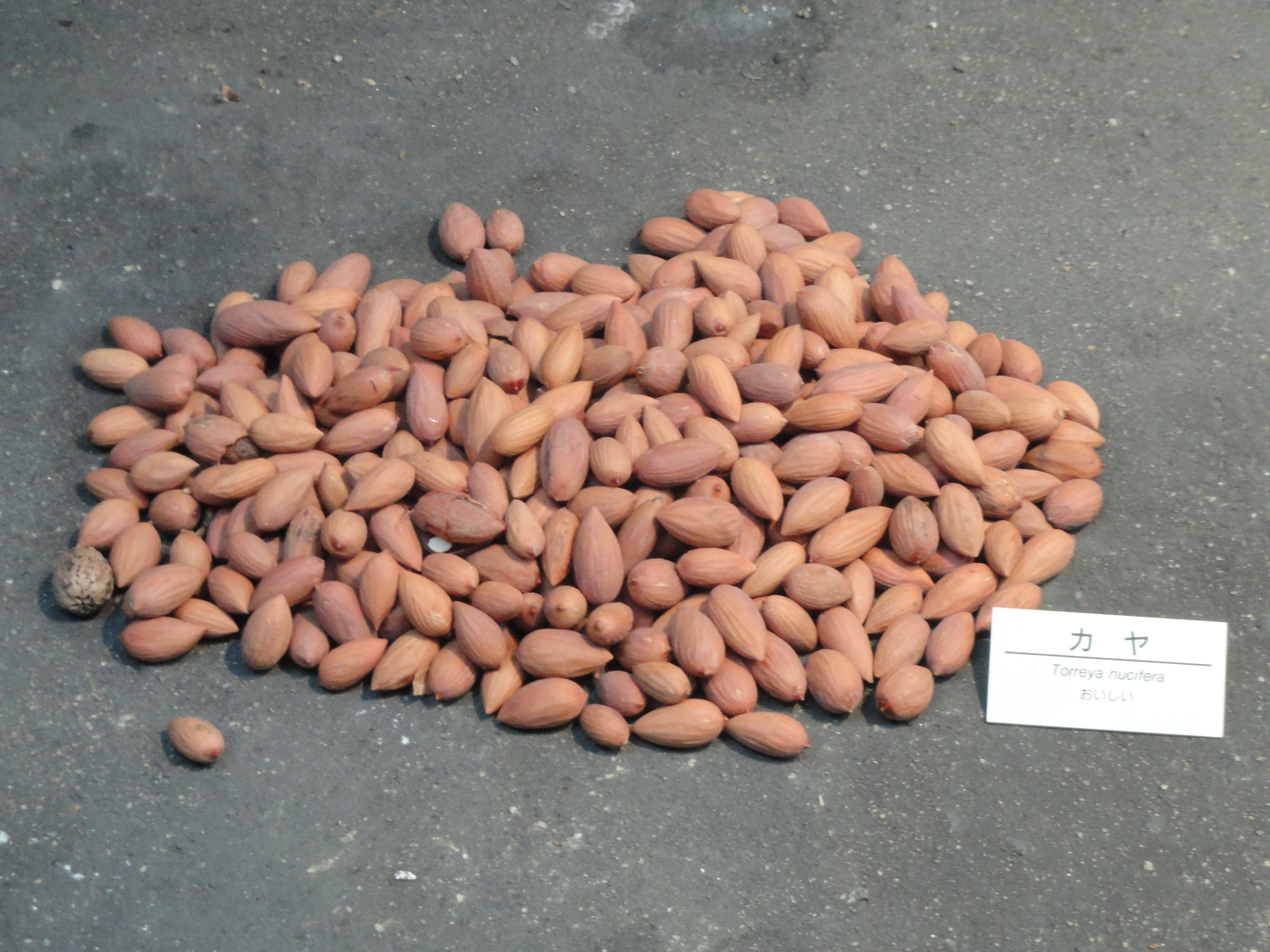
Samen

### Vegetative Merkmale
Torreya nucifera ist ein langsam wachsender, immergrüner Baum. Die Japanische Nusseibe erreicht Wuchshöhen von 15 bis 25 Metern und Stammdurchmesser von bis zu 1,5 Metern.
Die  parallel stehenden Nadeln sind etwa 3 Zentimeter lang, oben dunkelgrün mit hellgrünem Rand und abwärts gebogen. Die zerriebenen Nadeln riechen stark unangenehm. 

### Generative Merkmale
Die Japanische Nusseibe ist einhäusig (monözisch) oder zweihäusig (diözisch) getrenntgeschlechtig. Der schmale Same ist etwa 2,5 Zentimeter lang.
Die Chromosomenzahl beträgt für Torreya nucifera var. radicans Nakai 2n = 22.

## Vorkommen und Trivialnamen

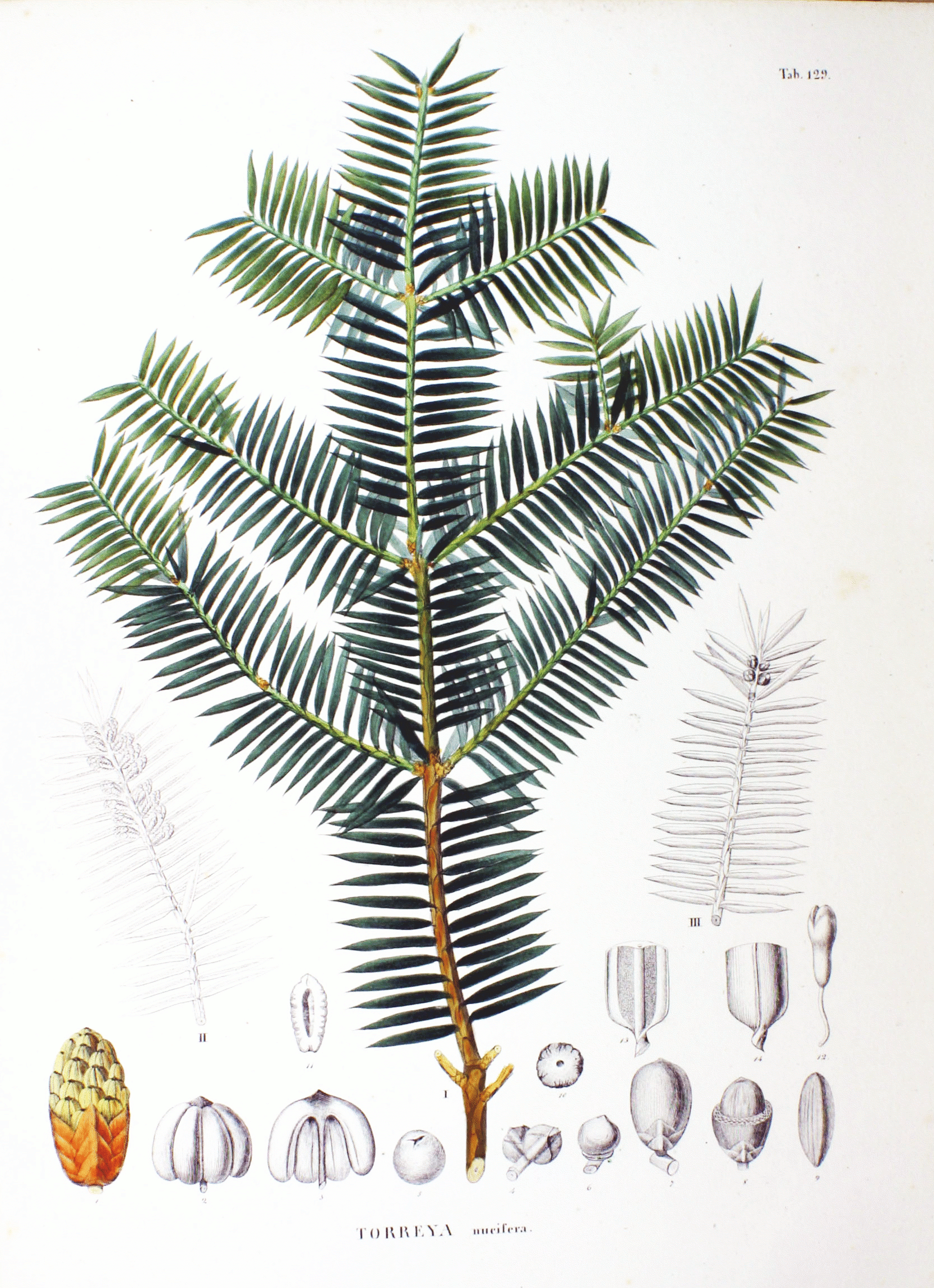
Illustration

Die Japanische Nusseibe kommt auf den südkoreanischen Inseln Wando sowie Cheju-do und im südlich-zentralen bis südlichen Japan auf den Inseln südliches Honshu, Kyushu sowie Shikoku vor. Diese Art wird in Japan Kaya (jap. 榧) genannt.

## Taxonomie
Die Erstveröffentlichung erfolgte 1753 unter dem Namen (Basionym) Taxus nucifera durch Carl von Linné in Species Plantarum. 1. Auflage. Band 2, S. 1040. Die Neukombination zu Torreya nucifera (L.) Sieb. & Zucc. erfolgte 1846 durch Philipp Franz von Siebold und Joseph Gerhard Zuccarini in Abhandlungen der Mathematisch-Physikalischen Classe der Königlichen Bayerischen Akademie der Wissenschaften. Band 4, Nr. 3, S. 234. Synonyme für Torreya nucifera (L.) Sieb. & Zucc. sind: Caryotaxus nucifera (L.) Henkel et W.Hochst., Foetataxus nucifera (L.) Nelson, Podocarpus nucifer Loudon, Taxodium nuciferum (L.) Brongn. ex Voigt, Tumion nuciferum (L.) Greene, Torreya ascendens Nakai ex Uyeki, Torreya fruticosa Nakai, Torreya igaensis Doi et Morikawa, Torreya macrosperma Miyoshi, Torreya unda Miyoshi, Torreya nucifera var. articulata Miyoshi, Torreya nucifera var. radicans Nakai.

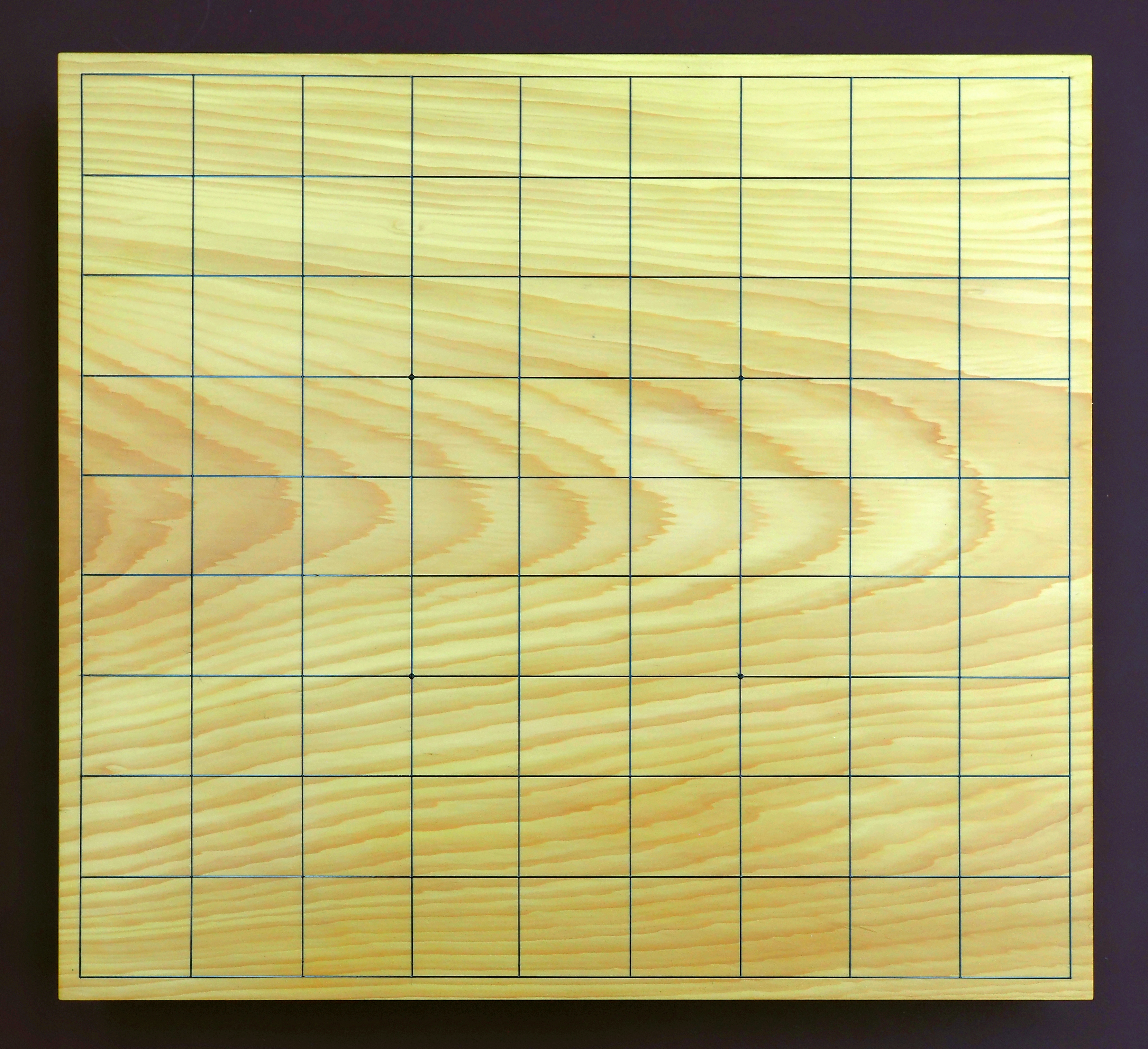
Oberfläche eines Shōgi-Spielbrettes aus Hyuga Kaya (Holz einer in Miyazaki gewachsenen Japanischen Nusseibe)

## Verwendung
Aufgrund des langsamen Wachstums ist das Holz der Japanischen Nusseibe sehr hart und hat einen besonderen Klang, eine feine Maserung und Färbung. Deshalb wird es in Japan zur Herstellung von Go- und Shōgi-Spielbrettern verwendet. Dabei gilt das Hyuga Kaya genannte Holz von Bäumen aus dem Gebiet der ehemaligen Provinz Hyūga (heute Präfektur Miyazaki) als besonders wertvoll.
Die Samen sind essbar und werden auch zur Herstellung von Speiseöl benutzt.

## Schutz
In Japan ist Torreya nucifera unter Schutz gestellt. In früheren Jahren wurde sie aufgrund ihres hochwertigen Holzes viel abgeholzt.